# Alma Mahler-Werfel

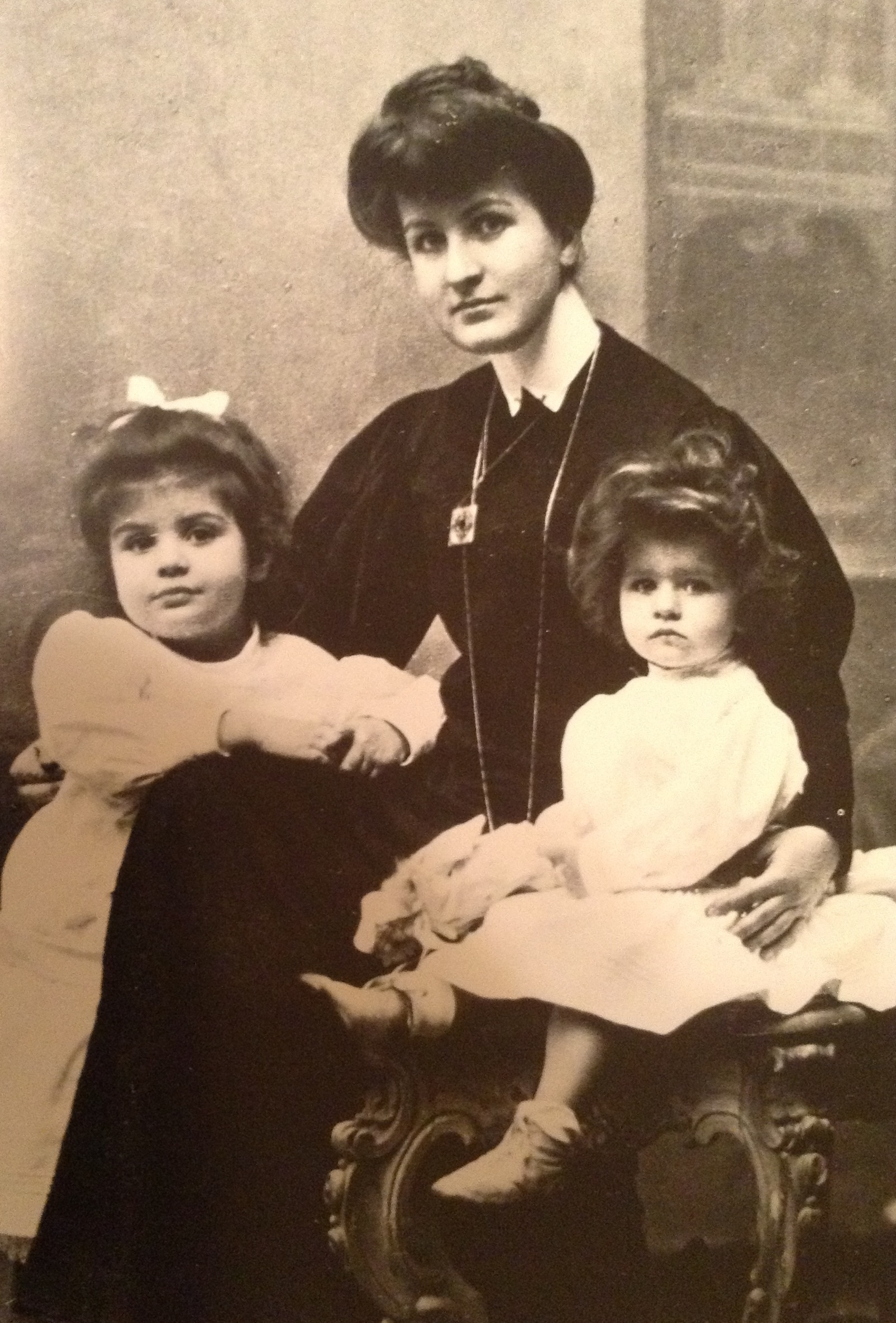
Alma Mahler met haar twee dochters Maria Anna en Anna (circa 1905-1906)

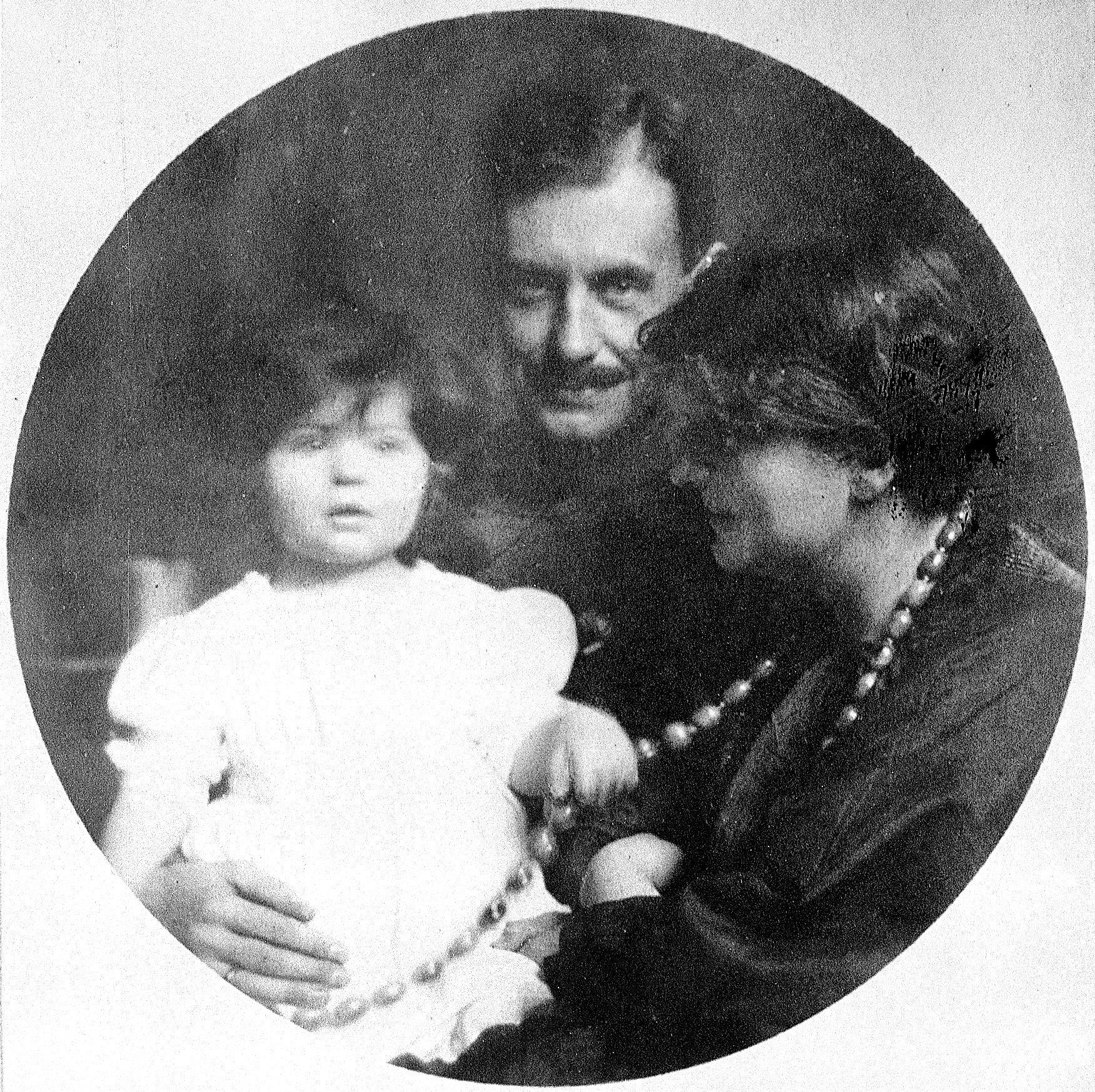
Alma (rechts) met Walter Gropius en hun dochter Manon (1918)

Alma Maria Schindler (Wenen, 31 augustus 1879 - New York, 11 december 1964), bekend geworden als Alma Mahler-Werfel, was een Oostenrijkse componist die later de Amerikaanse nationaliteit verkreeg. Zij had affaires met enkele bekende kunstenaars en was getrouwd met achtereenvolgens de componist Gustav Mahler, de architect Walter Gropius en de schrijver Franz Werfel.

## Levensloop
Alma Mahler groeide op in een bevoorrecht milieu als dochter van de landschapsschilder Emil Jakob Schindler en de zangeres Anna Sofie von Bergen. Ze was tevens de stiefdochter van de Sezession-schilder Carl Moll, met wie haar moeder al een verhouding had tijdens haar huwelijk met Schindler. De tweede dochter Margarethe Julie kwam voort uit een kortstondige relatie met een zekere Julius Victor Berger. Schindler heeft deze dochter wel erkend. Een van de vrienden van Schindler was de bekende schilder Gustav Klimt. Klimt, de theaterdirecteur Max Burckhard en de componist Alexander von Zemlinsky waren haar aanbidders.
Het was haar compositieleraar, Zemlinsky, die haar voor het eerst in contact bracht met de negentien jaar oudere Gustav Mahler, met wie ze in 1902 huwde in de Karlskirche in Wenen. Ze kregen twee dochters, Maria Anna (1902-1907) en Anna Justine (1904-1988), die beeldhouwer werd. Alma hield niet van de muziek die Mahler componeerde en voelde zich miskend, omdat hij haar aspiraties op muzikaal terrein niet serieus nam. Neerslachtig vertrok Alma met haar moeder naar een kuuroord. Daar begon zij een affaire met Bauhaus-architect Walter Gropius. Mahler heeft (waarschijnlijk op 26 augustus 1910) Sigmund Freud in Leiden bezocht om over de oorzaken van het slechte huwelijk te praten. Mahler stierf in 1911.
In de herfst van 1915 trouwde Alma met Gropius. Ook dit huwelijk was tumultueus. Voorafgaand aan haar huwelijk met Gropius had Alma een affaire met schilder Oskar Kokoschka, die in zijn schilderij Die Windsbraut (1914) hun liefde tot uitdrukking bracht. Bang voor de passie die Kokoschka in haar losmaakte, verliet Alma hem voor de schrijver Franz Werfel. Ze had Werfel leren kennen dankzij Franz Blei. Ze scheidde van Gropius en hertrouwde met Werfel in 1929. Hun kind, Martin Carl Johannes, werd te vroeg geboren en stierf op de leeftijd van tien maanden, alleen in een ziekenhuis. Zijn moeder heeft nooit over hem gesproken en waar hij begraven is, is onbekend.
De dochter van Alma en Gropius, Manon (1916), stierf in 1935 aan polio en werd na haar dood tot heilige verklaard door haar omgeving. Alma zei nog jaren later, dat toen "haar enige echte kind was gestorven". Haar nog levende dochter Anna was slechts een halfbloed, vond Alma, omdat de vader Gustav Mahler een jood was. Haar antisemitisme bleek ook uit wat ze in haar dagboek over joden schreef. Componist Alban Berg schreef zijn vioolconcert ter nagedachtenis aan Manon (Dem Andenken eines Engels).  
In 1938 vluchtten Alma en Werfel van Oostenrijk naar Frankrijk vanwege de Anschluss. Na de Duitse invasie en bezetting van Frankrijk in de Tweede Wereldoorlog en vanwege de deportatie van de joden naar de nazi-vernietigingskampen, ontvluchtten Alma en haar man ook Frankrijk. Met hulp van de Amerikaanse journalist Varian Fry in Marseille ontsnapten ze via de Pyreneeën en Spanje naar Portugal, vanwaar ze per schip New York bereikten. Uiteindelijk gingen ze wonen in Los Angeles, waar Werfel succes behaalde toen zijn Song of Bernadette in 1943 werd verfilmd. Na Werfels dood in 1945 verhuisde Alma terug naar New York, waar ze zich in 1946 tot Amerikaans staatsburger liet naturaliseren. Ze bleef actief in de culturele wereld tot haar dood in 1964.

## Composities
Alma Mahler-Werfel twijfelde er sterk aan of zij als vrouw haar muzikale roeping kon volgen. Gustav Mahler wilde haar aspiraties niet serieus nemen, verbood haar zelfs te componeren - iets waarvan hij later veel spijt had - en voor een vrouw lag een carrière als componiste niet voor de hand. De 19de-eeuwse voorbeelden van Fanny Hensel-Mendelssohn en Clara Schumann-Wieck waren niet al te stimulerend, aangezien zij weliswaar componeerden, maar hun werk weinig uitgevoerd werd.
Alma schreef ongeveer 100 liederen, diverse instrumentale composities en een onvoltooide opera. Het meeste van haar werk ging verloren tijdens de Tweede Wereldoorlog, voor zover ze het niet zelf al had vernietigd. In totaal zijn zeventien liederen bewaard gebleven, die geschreven zijn in een stijl die doet denken aan zowel Johannes Brahms als Franz Schreker en Alexander von Zemlinsky en die niet (direct) verwant is aan die van Mahler. De liederen worden met enige regelmaat uitgevoerd en op cd gezet. Van zes liederen maakten David en Colin Matthews een orkestratie.

## Werkenlijst
Op een na zijn deze liederen met pianobegeleiding niet exact te dateren.
1. ± 1900-01: Die stille Stadt (Liegt eine Stadt im Tale) — Richard Dehmel
2. ± 1900-01: In meines Vaters Garten — Otto Erich Hartleben
3. ± 1900-01: Laue Sommernacht — Otto Julius Bierbaum
4. ± 1900-01: Bei dir ist es traut (Zage Uhren Schlagen) — Rainer Maria Rilke
5. ± 1900-01: Ich wandle unter Blumen — Heinrich Heine
6. ± 1901-11: Licht in der Nacht (Ringsum dunkle Nacht) — Otto Julius Bierbaum
7. ± 1901-11: Waldseligkeit (Der Wald beginnt zu rauschen) — Richard Dehmel
8. ± 1901-11: Ansturm (O zürne nicht) — Richard Dehmel
9. ± 1901-11: Erntelied (Der ganze Himmel glüht) — Gustav Falke
10. 1915: Der Erkennende (Menschen lieben uns) — Franz Werfel
11. voor 1924: Hymne (Wenige wissen das Geheimnis der Liebe) — Novalis
12. voor 1924: Ekstase (Gott, deine Himmel ist mir aufgetan) — Otto Julius Bierbaum
13. voor 1924: Lobgesang (Wie das Meer ist die Liebe) — Richard Dehmel
14. voor 1924: Hymne an die Nacht — Novalis
15. jaartal onbekend: Kennst du meine Nächte — Leo Greiner
16. jaartal onbekend: Leise weht ein erstes Blühn — Rainer Maria Rilke
17. jaartal onbekend: Waldgespräch — Ballade

#### Van Alma Mahler-Werfel
- Mein Leben. Fischer, Frankfurt, 1963. ISBN 3-596-20545-X (vertaald in het Nederlands als Mijn leven. Privé-domein 161, Arbeiderspers, Amsterdam, 1989. ISBN 978 90 295 2983 9
- Het is een vloek een meisje te zijn (keuze uit de dagboeken 1898-1902). Privé-domein 238, Arbeiderspers, Amsterdam, 2000. ISBN 978 90 295 3074 3

#### Over Alma Mahler-Werfel
- (en) Karen Monson: Alma Mahler: Muse to Genius. From Fin-de-Siècle Vienna to Hollywood's Heyday. Houghton, Mifflin, Co., Boston (Ma.), 1983. ISBN 0 395 32213 8
- (fr) Françoise Giroud: Alma Mahler ou l'art d'être aimée. Robert Laffont, Paris, 1988. ISBN 2221054555
  - Alma Mahler of de kunst te worden bemind. de Prom, Baarn, 1989. ISBN 90 6801 158 8
- (en) Susanne Keegan: The Bride of the Wind. The Life and Times of Alma Mahler-Werfel. Viking, New York, 1992. ISBN 0 436 23274 X
- Astrid Seele: Alma Mahler-Werfel. Rowohlt, Reinbek bei Hamburg, 2001. ISBN 3 499 50628 9
- Oliver Hilmes: Witwe im Wahn. Das Leben der Alma Mahler-Werfel. Siedler, München, 2004. ISBN 978 3 88680 797 0
  - Alma Mahler-Werfel. Demasqué van een mythe. Arbeiderspers, Amsterdam, 2007. ISBN 978 9 02956 559 2
- Susanne Rode-Breymann: Die Komponistin Alma Mahler-Werfel. Niedersachsische Staatstheater, Hannover, [z.j.]. ISBN 3 931266 06 0
- Hilde Berger: "Ob es Haß ist, solche Liebe: Oskar Kokoschka und Alma Mahler". 2008

## Trivia
- De huwelijken van Alma zijn kort na haar dood door Tom Lehrer satirisch bezongen in zijn lied Alma (While married to Gus, she met Gropius / And soon she was swinging with Walter / Gus died, and her tear-drops were copious / She cried all the way to the altar).
- Het leven van Alma Mahler is in 2001 verfilmd in Bride of the Wind van regisseur Bruce Beresford.